# Limbodessus cheesmanae
Limbodessus cheesmanae är en skalbaggsart som först beskrevs av J. Balfour-browne 1939.  Limbodessus cheesmanae ingår i släktet Limbodessus och familjen dykare. Inga underarter finns listade i Catalogue of Life.